# Степанов, Иван Георгиевич
Ива́н Гео́ргиевич Степа́нов (1916—1988) — старшина, командир орудия 1428-го лёгкого артиллерийского полка, 65-й лёгкой артиллерийской бригады, 18-й артиллерийской дивизии, 3-го артиллерийского корпуса прорыва, 2-й ударной армии, Ленинградского фронта, Герой Советского Союза, участник Великой Отечественной войны.

## Биография
Родился Степанов Иван Георгиевич 13 сентября 1916 года в селе Абан ныне Абанского района Красноярского края. Из семьи крестьян. Русский. Окончил четыре класса начальной школы, работал наборщиком в типографии районной газеты «Красное знамя». Член ВКП(б) с мая 1943 года.
С 1937 по 1939 год служил в Красной Армии. После демобилизации работал налоговым агентом в Абанском райфинотделе. В июне 1941 года вновь призван в армию и направлен на фронт.
Фронтовая служба красноармейца Ивана Степанова началась в 980-м артиллерийском полку 17-й стрелковой дивизии, под Москвой. Уже в первых боях сибиряк проявил смелость и отвагу. Вскоре его назначили наводчиком, а затем командиром орудия. На Западном фронте Степанов провоевал более полутора лет, получил свою первую боевую награду — медаль «За отвагу».
В январе 1943 года, после переформирования дивизии, старшина Степанов был зачислен в 1428-й легкий артиллерийский полк 65-й легкой артиллерийской бригады и направлен на Ленинградский фронт. Здесь в оборонительных боях под городом Пушкиным, а затем на Ораниен6аумском плацдарме в полную силу проявилось боевое мастерство и отвага сибиряка. Газета Ленинградского фронта «Ленинский путь» писала в январе 1944 года:
Враг ничего не жалел: ни мин, ми снарядов, ни крови своих солдат. Он стремился любой ценой отбросить горстку наших воинов с занимаемого рубежа. Уже пять раз битый в этот день, он, подкреплённый свежими силами, полез в шестой. Но рубеж оказался неприступным. Кругом бесновался огненный смерч, а орудие чудом жило и стреляло. Каждый его снаряд ложился в цель.
Свыше ста фашистских солдат и офицеров полегло от орудийного огня на подступах к нашему рубежу. Шестая атака кончилась для гитлеровцев так же безуспешно, как и предыдущие.
Было ещё немало жарких схваток с врагом, в которых довелось участвовать старшине Степанову. Но особенно памятен Ивану Георгиевичу был бой под Нарвой в конце февраля 1944 года. На позицию, где стояло орудие старшины Степанова, шло восемь фашистских танков. Тремя выстрелами расчет подбил головной. Остальные, ведя огонь на ходу, приближались к позиции. Были убиты наводчик и заряжающий, тяжело ранен подносчик снарядов. У орудия остался один Иван Георгиевич. Рядом свистели осколки, пули. Но сибиряк посылал один снаряд за другим в бронированные вражеские машины. Задымил, остановился второй танк. Неподалёку взметнулся фонтан земли, ударили по щитку осколки. Степанов был ранен, но взбудораженный боем, не сразу почувствовал боль, продолжал стрелять. Будто наткнувшись на невидимое препятствие, крутнулся, замер на месте третий танк. Остальные, сделав ещё по нескольку выстрелов, скрылись в леске.
Указом Президиума Верховного Совета СССР от 1 июля 1944 года старшине Степанову Ивану Георгиевичу за мужество, отвагу и героизм, проявленные на фронте борьбы с немецко-фашистскими захватчиками было присвоено звание Героя Советского Союза
В октябре 1944 года старшина Степанов демобилизован. Работал в органах МВД, затем в различных организациях в городе Канск. Жил в городе Красноярск.
Умер Иван Георгиевич в 1988 году. Похоронен в ЗАТО Железногорск Красноярского края. Могила Героя отнесена к объектам культурного наследия Красноярского края. Шефство над могилой ведётся учениками 101-й Железногорской школы.

## Награды
- Медаль «Золотая Звезда» Героя Советского Союза;
- орден Ленина;
- орден Отечественной войны I степени;
- медали.